# Јарослав Кужељ
Јарослав Кужељ (Најсорген, 1846 – Загреб, 1928) био је српски лекар, просветитељ и борац против сујеверја, заосталости и предрасуда у лечењу болести, по народности Чех, који је највећи део свог живота провео радећи у Србији. Учесник је ратова за ослобођење Србије од Османлијског царства, оснивач и први управник болнице у Чачку, писац неколико научних публикација. Једну улицу у центру Чачка носи његово име.

## Живот и каријера
Рођен је 1846. године на граници Чешке и Шлезије у Најсоргену. Медицину је завршио у Бечу 1875. године када је у свечаној дворани Бечког универзитета промовисан у „доктора целокупног лекарства“. Одмах му је понуђено место помоћног лекара у дечјем одељењу бечке градске болнице, на коме је остао непуних пет месеци, да би исте године са групом чешких медицинских стручњака дошао у Србију, у време ослободилачких ратова Кнежевине Србије против Османског царства.
У Србији је приступио војној служби и радио у Ивањици, резервној болници у Чачку и на фронту у Крушевцу. Потом је напустио војску и у Чачку је радио у грађански санитет.

Након што је променио веру и постао православац оженио се Српкињом. Када је његов стриц бискуп сазнао да му је братовљев син напустио римокатоличанство и примио српско поданство, написао је др Кужељу писмо чију садржину није тешко одгонетнути. Писмо је завршио речима да са тим што је урадио 
...католичка вера није ништа изгубила, али ни православна неће ништа добити...

Кратко време био је секретар Санитетског одељења Министарства унутрашњих дела (1979), јер га је др Владан Ђорђевић одмах следеће године поставио 1. маја 1880. године за секретара Санитетског одељења. 
У ствари, био је већ започет посао на реорганизацији српског грађанског санитета и израда нацрта „Закона о народном санитетском фонду“ и „Закона о чувању здравља у народу и на домаћој стоци“. У изради тих законских нацрта, као члан комисије, активно је учествовао и др Јарослав Кужељ, чија су најсвежија факултетска и практична познавања организације санитета у културној Европи била од несумњиве користи. Истовремено, учешће у изради ових закона било је од посебне користи самом др Кужељу, јер се он, одмах, а и касније, упорно залагао за њихово спровођење. То се, нарочито, односи на „Закон о чувању здравља у народу и на домаћој стоци“, који је, између осталог, регулисао дужности и права окружних физикуса, среских и општинских лекара, бабица, приватну лекарску праксу, а на основу кога су произашла правила о гробљима и сахрањивању, о ограничавању блуда и заштити јавног морала, затим Закон о болницама, апотекама итд.
Поново вратио у Чачак најпре као општински лекар а потом и као покретач изградње нове чачанске болнице и као њен први управник.
На сопствени захтев пензионисан 1906. Чачак је напустио 1927. године и са супругом Милевом отишао у Загреб. Ту је после годину дана (1928), након неизлечиве болести умро у 82 години живота. Сахрањен је на православној парцели гробља у Мирогоју, Хрватска.

## Дело
Током уласка Србије у рат против Турске 1877. године, др Кужељ је ратовао на Источни фронт Србије, и све време радио у Крушевцу, као руководилац војне болнице у којој је, испољио је изванредно прегалаштво, одлучност, љубав, благ однос према људима и велике организаторске способности. Због свог доброчинства и хуманисти прозвали су га Мачај западне Србије (по угледу на Стевана Мачаја, Мађара и познатог лекара у Тимочкој крајини).
Све време свог службовања у Србији био је изузетан лекар, просветитељ и борац против сујеверја, заосталости и предрасуда у лечењу болести. Сузбијао је венеричне болести, евидентирао проститутке, установио ентитет пегавог тифуса у епидемији у Чачку (1901–1902), набавио први микроскоп у унутрашњости, обилазио школе, залагао се за клупе са два ђака и увођење ђачких кухиња.
Јарослав Кужељ, упркос веома обимном ангажовању на свакодневним практичним пословима лекара, окружног санитетског руководиоца, управника болнице, народног учитеља и просветитеља, налазио је времена да своја богата искуства и запажања стави на папир и публикује. То нису нека велика стручна дела, већ радови међу којима има и таквих који се и данас сврставају у примере методичности обраде и аргументованих доказа.

## Признања
- Др Јарослав Кужељ проглашен је за почасног грађанина Чачка и уручен му је златни сат од којег се није одвајао.
- После Другог светског рата (1945) Чачани су једну улицу у центру Чачка назвали по др Јарославу Кужељу.